# 紐約市徽
紐約市徽（seal of New York City）是美國城市紐約的市徽。自1654年開始，紐約就有了自己的紋章，並經歷過多次變化。現在的市徽制定於1915年，並在1977年進行了修改。紐約市旗中央有紐約市徽圖案。